# Памятник Михаилу Грушевскому (Луцк)
Памятник Михаилу Грушевскому (укр. Пам'ятник Михайлові Грушевському) — монумент в честь украинского общественного и политического деятеля, историка, одного из лидеров украинского национального движения Михаила Грушевского, расположенный в Луцке в центральной части города.
Памятник первому Председателю Центральной Рады УНР Михаилу Грушевскому был торжественно открыт в 2002 году. Авторы памятника — скульптор Ярослав Скакун и архитектор Андрош Бидзиля.
Кратчайший путь к монументу лежит через центральные улицы Луцка: проспект Победы или проспект Президента Грушевского. Находится памятник рядом с автотранспортным кольцом, которое пересекается с улицей Яровица.
Ежегодно возле монумента проходят памятные мероприятия, связанные с годовщиной со дня рождения украинского политического деятеля.